# Julija Blahynja
Julija Olehiwna Chalwadschy-Blahynja (ukrainisch Юлія Олегівна Халваджи-Благиня; * 21. Februar 1990 in Lwiw) ist eine ukrainische Ringerin. Sie ist mehrfache Medaillengewinnerin bei Welt- und Europameisterschaften.

## Werdegang
Julija Blahynja begann als Jugendliche im Jahre 2001 mit dem Ringen. Sie gehört dem Sportclub Dynamo Lwiw an und wird seit Beginn ihrer Laufbahn von Oleg Sasonow trainiert. Sie ist Studentin.
Auf der internationalen Ringermatte erschien sie erstmals im Jahre 2007 und gewann bei der Junioren-Europameisterschaft (Cadets) in Warschau in der Gewichtsklasse bis 56 kg hinter Henna Johansson, Schweden und Anastasija Grigorjeva, Lettland eine Bronzemedaille. Im April 2008 wurde sie bei der Europameisterschaft der Damen in Tampere eingesetzt. Sie startete dort in der Gewichtsklasse bis 51 kg und gewann mit einem Sieg über Dilek Atakol, Türkei, einer Niederlage gegen Sofia Mattsson, Schweden und Siegen über Maria del Mar Serrano Barcelo, Spanien und Estera Dobre, Rumänien, erneut eine Bronzemedaille. Drei Monate später wurde sie in Košice Junioreneuropameisterin in der Gewichtsklasse bis 51 kg und verwies dabei Marina Miljauskaja, Belarus und Dilek Atakol auf die Plätze. Im Oktober 2008 wurde die Achtzehnjährige bei der Weltmeisterschaft der Damen in Tokio eingesetzt und gewann mit einem Sieg über Park Hye-jung, Südkorea, einer Niederlage gegen Marina Markewitsch, Belarus und Siegen über Dawaasüchiin Otgontsetseg, Mongolei und Marina Wilmowa, Russland eine Bronzemedaille.
Im Jahre 2009 gewann Julija Blachinja bei den internationalen Meisterschaften wieder drei Medaillen. Zunächst gewann sie bei der Europameisterschaft der Damen in Vilnius in der Gewichtsklasse bis 51 kg mit Siegen über Marina Chmjalnizkaja, Belarus und Sofia Mattsson, einer Niederlage gegen Jekaterina Krasnowa, Russland und einem Sieg über Renata Omilusik, Polen eine Bronzemedaille. Die gleiche Medaille gewann sie wenig später bei der Junioren-Europameisterschaft dieses Jahres in Tiflis in der Gewichtsklasse bis 55 kg. Sie verwies dabei Marija Gurowa, Russland und Anastasija Grigorjeva auf die Plätze zwei und drei. Bei der Junioren-Weltmeisterschaft in Ankara wurde sie vor Anastasija Grigorjeva, Renata Omilusik und Marwa Amri, Tunesien, Juniorenweltmeisterin in der Gewichtsklasse bis 55 kg. 
Die Erfolgsserie setzte sich im Jahre 2010 fort. Sie wurde im Juni 2010 in Samokow Junioreneuropameisterin in der Gewichtsklasse bis 55 kg vor Hafize Şahin, Türkei und Anastasija Grigorjeva und belegte bei der Junioren-Weltmeisterschaft in Budapest in der gleichen Gewichtsklasse den 2. Platz. Im Finale verlor sie dabei gegen Yu Horiuchi aus Japan. Bei den Meisterschaften der Damen wurde sie in diesem Jahr nicht eingesetzt. 2011 gewann sie in Dortmund den Titel einer Europameisterin der Damen in der Gewichtsklasse bis 51 kg. Auf dem Weg zu diesem Erfolg besiegte sie Deimantė Butavičiūtė, Litauen, Marija Iwanowa, Belarus, Natalia Budu, Moldawien und Estera Dobre. Bei der Weltmeisterschaft der Damen wurde sie auch in diesem Jahr nicht eingesetzt.
2012 war sie nur bei der Weltmeisterschaft in Strathcoona County am Start. Ein Start bei den Olympischen Spielen dieses Jahres wäre nur möglich gewesen, wenn sie die Gewichtsklasse gewechselt hätte, da die Gewichtsklasse bis 51 kg nicht olympisch ist. Diesen Wechsel nahm sie aber nicht vor, wohl deshalb, weil sie sich in der Ukraine, in der es viele starke Ringerinnen gibt, keine Chance auf eine Qualifikation für das Olympiateam ausrechnete.
In Strathcoona County endete dann für Julija Blahynja eine imponierende Serie. Bis zu dieser Weltmeisterschaft hatte sie bei jeder internationalen Meisterschaft im Junioren- und Seniorenbereich an der sie teilgenommen hatte – insgesamt neun – eine Medaille gewonnen. Sie verlor dort ihren ersten Kampf gegen Risako Kawai aus Japan und schied, da diese Ringerin die Endrunde nicht erreichte, frühzeitig aus und kam auf den 12. Platz.

## Internationale Erfolge
| Jahr | Platz | Wettbewerb                                      | Gewichtsklasse | Ergebnisse |
| 2007 | 3.    | Junioren-EM (Cadets) in Warschau                | bis 56 kg      | hinter Henna Johansson, Schweden und Anastasija Grigorjeva, Lettland |
| 2008 | 3.    | EM in Tampere                                   | bis 51 kg      | nach einem Sieg über Dilek Atakol, Türkei, einer Niederlage gegen Sofia Mattsson, Schweden und Siegen über Maria del Mar Serrano Barcelo, Spanien und Estera Dobre, Rumänien |
| 2008 | 1.    | Junioren-EM in Kosice                           | bis 51 kg      | vor Marina Miljauskaja, Belarus, Dilek Atakol, Türkei und Walerija Tschepsarakowa, Russland                                                                                  |
| 2008 | 3.    | WM in Tokio                                     | bis 51 kg      | nach Sieg über Park-Hye-jung, Südkorea, Niederlage gegen Marina Markewitsch, Belarus und Siege über Dawaasüchiin Otgontsetseg, Mongolei und Marina Wilmowa, Russland         |
| 2009 | 3.    | EM in Wilnius                                   | bis 51 kg      | nach Siegen über Marina Chmjalnizkaja, Belarus und Sofia Mattsson, einer Niederlage gegen Jekaterina Krasnowa, Russland und einem Sieg über Renata Omilusik, Polen           |
| 2009 | 3.    | Junioren-EM in Tiflis                           | bis 55 kg      | hinter Marja Gurowa, Russland und Anastasija Grigorjeva |
| 2009 | 3.    | Golden-Grand-Prix in Baku                       | bis 51 kg      | hinter Tatjana Amanschol-Bakatjuk, Kasachstan und Yuri Kai, Japan |
| 2009 | 1.    | Junioren-WM in Ankara                           | bis 55 kg      | vor Anastasija Grigorjeva, Renata Omilusik und Marwa Amri, Tunesien |
| 2010 | 3.    | Welt-Cup in Nanjing                             | bis 51 kg      | hinter Jessica MacDonald, Kanada und Li Shuang, China |
| 2010 | 1.    | Junioren-EM in Samokow                          | bis 55 kg      | vor Hafize Şahin, Türkei, Anastasija Grigorjeva und Katarzyna Krawczyk, Polen                                                                                                |
| 2010 | 2.    | Junioren-WM in Budapest                         | bis 55 kg      | hinter Yu Horiuchi, Japan, vor Irina Ologonowa, Russland und Helen Maroulis, USA                                                                                             |
| 2011 | 1.    | EM in Dortmund                                  | bis 51 kg      | nach Siegen über Deimantė Butavičiūtė, Litauen, Maria Iwanowa, Belarus, Natalia Budu, Moldawien und Estera Dobre                                                             |
| 2011 | 3.    | Welt-Cup in Baku                                | bis 51 kg      | hinter Samira Rachmanowa, Russland und Maria Iwanowa |
| 2012 | 2.    | Intern. Turnier in Kiew                         | bis 51 kg      | hinter Patimat Baqomedova, Aserbaidschan, vor Dawaasüchiin Otgontsetseg, Mongolei und Oleksandra Kohut, Ukraine                                                              |
| 2012 | 3.    | Poland-Open in Ratibor                          | bis 51 kg      | hinter Samira Rachmanowa und Aljona Adaschinskaja, beide Russland |
| 2012 | 12.   | WM in Strathcoona County/Kanada                 | bis 51 kg      | nach einer Niederlage gegen Risako Kawai, Japan |
| 2012 | 1.    | "Moscow Lights"                                 | bis 51 kg      | vor Angela Doroqan, Aserbaidschan, Aljona Adaschinskaja und Roksana Sasina, Polen                                                                                            |
| 2013 | 3.    | "Iwan-Yarigin"-Golden-Grand-Pric in Krasnojarsk | bis 51 kg      | hinter Tatjana Amanschol-Bakatjuk, Kasachstan und Jekaterina Krasnowa, Russland                                                                                              |

## Erläuterungen
- alle Wettkämpfe im freien Stil
- WM = Weltmeisterschaft, EM = Europameisterschaft